# 梳齿鼠属
梳齿鼠属（学名：Ctenodactylus）是啮齿目梳齿鼠科下的一属，现存2种：
- 梳齿鼠（Ctenodactylus gundi）
- 瓦力梳齿鼠（Ctenodactylus vali）